# Сеймени
Сеймен пренасочва насам.  За други значения вижте Сеймен.
Сеймен или Сеймените (мн.ч.; на турски: seğmen от персийски: segban) са млади добре обучени и въоръжени воини във Влашко през XVII и XVIII век.
Сеймените, както и анадолските секбани, били всичките тюфекчии (букв. въоръжени с пушки). През XVII век огнестрелното оръжие станало достъпно и масово навлязло на въоръжение.
Възникват като охранителни отряди на влашките господари на основата на акънджиите от Румелия. През октомври 1595 г. в битка при Гюргево, след поражението в битката при Кълугерени в началото на дългата война, акънджийският корпус търпи огромни загуби. След това поражение акънджийският корпус никога не се възстановява. В началото на дългата война са регистрирани 50 хиляди акънджии, докато техният брой след края на войната към 1630 г. възлиза на около 2000. Голяма част от тези воини се трансформират в мирното време след края на дългата война във военни охранители към влашките боляри, с полицейски функции.
Изплашени от нарастващите привилегии на болярите и заплашени от възможността да изгубят тимарите си или да бъдат превърнати в крепостни селяни, влашките сеймени се разбунтуват през 1655 г. С помощта на трансилванския владетел Дьорд II Ракоци, принцепс на Трансилвания, Константин I Щербан Басараб успява да потуши бунта им, след като сеймените првземат Букурещ и го плячкосват. Сеймените са победени решително на 26 юни 1655 г. в битка на река Теляжен, ляв приток на река Прахова.